# Кулаков, Алексей Карпович
Алексей Карпович Кулаков (1 января 1922, село Беркара, Акмолинский уезд, Акмолинская губерния, Киргизская АССР, РСФСР, СССР — 9 мая 2015, посёлок Молодёжный, Осакаровский район, Карагандинская область, Казахстан) — ветеран Великой Отечественной войны 1941-1945 годов, Народный герой Казахстана (1995).

## Биография
Родился 1 января 1922 года в селе Беркара Акмолинского уезда Акмолинской губернии.
Окончив школу работал учётчиком тракторно-полеводческой бригады отделения № 1 совхоза имени Тельмана Осакаровского района. В декабре 1941 года был призван Тельманский РВК Карагандинской области Казахской ССР в армию, после окончания минометно-артиллерийской школы младших командиров был направлен на фронт.
В 1942 году приняв командование взводом вместо раненого командира под Курской дугой, с честью вывел из него солдат и довёл их до Киева, под непрерывным огнём был переправлен через Днепр.
В апреле 1943 года рядовой Кулаков Алексей Карпович, боец 128-го стрелкового полка, освобожден из плена.. Приказом №: 55/н от: 01.10.1943 года по 121-й стр.дивизии 60-й армии командир минометного расчета 574-го сп 121-й сд 60-й армии старший сержант Кулаков награжден орденом Красной Звезды за то, что при прорыве обороны у д. М-Чупакино огнём миномета уничтожил 3 пулеметных точки и 25 гитлеровцев, а также за то, что в боях за г. Смелый минометный взвод тов. Кулаков поддержал 2-ю стрелковую роту в отражении контратак противника.
Приказом по 60-й армии №: 12/н от: 20.01.1944 года командир минометного расчета 574-го сп 121-й сд 60-й армии старший сержант Кулаков награжден орденом Красного Знамени (представлялся к званию Героя Советского Союза — награда снижена командиром 30-го стрелкового корпуса генерал-майором Лазько) за уничтожение 1 ДЗОТа, 2 пулеметных точек, групп немецких солдат 23 и 25 человек соответственно. Несмотря на контузию и ранение, остался в строю, дошёл до Польши. После войны стал кадровым военным и прослужил до 1957 года.
После демобилизации вернулся в родной Осакаровский район. Первые три года работал инструктором Осакаровского райкома партии. С 1960 по 1970 годы избирался секретарем парткомов совхозов Шидертинский и Осакаровский, с 1970 по 1986 год работал секретарем парткома села Озерного, затем еще несколько лет возглавлял совет ветеранов этого села.
В 1985 году награжден орденом Отечественной войны 2-й степени.
В 1995 году по представлению Министерства обороны России согласно Указу Президента Республики Казахстан за фронтовой подвиг Кулакову А. К. было присвоено звание «Халық Қаһарманы» и вручена золотая звезда Героя.
Проживал в посёлке Молодёжный Осакаровского района.
Скончался 9 мая 2015 года, в праздничный день 70-летия Победы в Великой Отечественной войне.

## Награды
- Звание Народного героя Казахстана с вручением Золотой звезды и ордена Отан (1995).
- Орден Курмет
- Орден Красного Знамени (1944)
- Орден Красной Звезды (1943)
- Орден Отечественной войны 2 степени (1985)[4]
- Орден «Знак Почёта»
- Медаль «За боевые заслуги»
- Медаль «За доблестный труд. В ознаменование 100-летия со дня рождения В. И. Ленина»
- Медаль «За освоение целинных земель».
- Медаль «За победу над Германией в Великой Отечественной войне 1941—1945 гг.»
- Юбилейная медаль «30 лет Вооружённым силам и военно-морскому флоту»
- Юбилейные медали 20, 30, 40, 50, 60 и 65 лет Победы в Великой Отечественной войне 1941—1945 гг.
- Медаль Жукова
- Юбилейная медаль «10 лет Астане»
- Решением районного Маслихата № 14/2-3 от 18 января 2000 года за особые заслуги перед районом, плодотворную государственную, производственную, общественную деятельность, высокие достижения в области образования, здравоохранения, боевые и трудовые подвиги присвоено звание «Почётный гражданин Осакаровского района»